# Catedral de Ourense
A Catedral de Ourense, diz a lenda, foi mandada construir por um monarca suevo chamado Carriarico, que, devido à doença de um filho, pediu ajuda a São Martinho de Tours e, em agradecimento, mandou construir um templo no lugar onde se encontra agora a catedral.
Foi destruída pelas incursões dos muçulmanos, tendo sido reconstruída durante os séculos XII e XIII, em plena época do românico. A catedral tem uma planta de cruz latina com três naves. Na sua forma atual, a construção teve início em 1160, tendo ficado concluída em meados do século XIII.
Na entrada principal, orientada a oeste, encontra-se o Pórtico do Paraíso, que se assemelha ao Pórtico da Glória da Catedral de Santiago de Compostela, e que, juntamente com ele, representam os melhores conjuntos escultóricos das catedrais galegas.
Este pórtico, à imagem do compostelano, não seria um pórtico com uma funcionalidade de acesso ao templo, senão que, pela sua posição, tratar-se-ia de um nártice miradouro, que não se tornará em portada de acesso no caso ourensão até meados do século XX.
Entre 1499 e 1505, Rodrigo de Badajoz construiu o zimbório que coroa o cruzeiro com planta octogonal.
Das diferentes capelas que tem a catedral, a mais importante é a do Santo Cristo, com uma imagem muito venerada pelos católicos da cidade, à qual, diz a lenda, cresce o cabelo. Na catedral, também se encontra o Museu Catedralício, onde está exposto o "Tesouro de São Rosendo". Entre as peças que o compõem, destaca o chamado Báculo de São Rosendo.